# Peter Zhelder
 Der er for få eller ingen kildehenvisninger i denne artikel, hvilket er et problem. Du kan hjælpe ved at angive troværdige kilder til de påstande, som fremføres i artiklen.

Peter Zhelder Due (født Peter Steen Jensen, 25. september 1959 i Frederiksberg i Danmark) er en dansk skuespiller og tegnefilmsdubber.

## Karriere
Zhelder blev uddannet fra Statens Teaterskole i 1987. Han spillefilmsdebuterede allerede i 1989 i filmatiseringen af Martha Christensens succesroman, Dansen med Regitze instrueret af Kaspar Rostrup, hvor han spillede en ung søn til Frits Helmuth og Ghita Nørby. Det førte ham til mindre roller i kendte teaterforestillinger som Parasitterne, Nøddebo Præstegaard, Skatteøen, Guys and Dolls, Gøngehøvdingen, Pelle Erobreren og Romeo og Julie, hvor han arbejdede sammen med skuespillere som Preben Harris, Peter Steen, Morten Hovmann, Per Pallesen og Lisbeth Dahl. Udover teatret har Zhelder også haft en mindre filmkarriere, hvor han har medvirket i tv-serier som Bryggeren, Troldebjerget, Edderkoppen, Huset ved Hullet og Ørnen, der alle er blevet vist på DR og Hotellet på TV2. Det Peter dog mest har beskæftiget sig med er dubbing af tegnefilm. Han er også speaker i mange tv-reklamer.

## Filmografi

### Film
| År   | Titel                                    | Rolle          | Instruktør(er)    |
| ---- | ---------------------------------------- | -------------- | ----------------- |
| 1989 | Dansen med Regitze                       | John (19 årig) | Giacomo Campeotto |
| 2008 | Tempelriddernes skat III                 | Præstestemme   | Giacomo Campeotto |
| 2010 | Hund og kat imellem - Kitty Galores hævn | Butch          | Brad Peyton       |
| 2018 | Hodja fra Pjort                          | Raja, Rotten   | Karsten Kiilerich |

### TV
| År        | Titel                             | Rolle                                                     |
| --------- | --------------------------------- | --------------------------------------------------------- |
| Ukendt    | Looney Tunes                      | Katten Sylvester                                          |
| Ukendt    | Smølferne (1981 tv-serie)         | Azrael                                                    |
| Ukendt    | Xiaolin Showdown                  | Dojo Kanojo Cho                                           |
| Ukendt    | Kim Possible                      | Kims far                                                  |
| Ukendt    | Naruto                            | Asuma Sarutobi                                            |
| Ukendt    | Frygtløs den frygtsomme hund      | Katz, Frode, Computeren                                   |
| Ukendt    | Teen Titans                       | Cyborg                                                    |
| Ukendt    | Digimon                           | Myotismon, Leomon, Puppetmon                              |
| Ukendt    | Kappa Mikey                       | Duano                                                     |
| 1995      | The Mask: The Animated Series     | Stanley Ipkiss / Masken                                   |
| 1995      | Timon og Pumba                    | Kriminelle Kurt, andre roller                             |
| 1994      | Darkwing Duck                     | Darkwing Duck                                             |
| 2000-nu   | Pokémon                           | Meowth                                                    |
| 1997      | Teletubbies                       | Øvrig medvirkende                                         |
| 1999      | SvampeBob Firkant                 | Blækward Tentakel                                         |
| 2000      | Edderkoppen                       | N/A                                                       |
| 2001      | Hund og Kat Imellem               | Russerkat, Andre roller                                   |
| 2001      | Får i storbyen                    | General Specific                                          |
| 2000      | Hotellet                          | N/A                                                       |
| 2003      | Kodenavn: Naboens Børn            | Toiletnator                                               |
| 2005      | Hi Hi Puffy Amiyumi               | Master Stenz                                              |
| 2006      | Robotboy                          | Donnie Turnbull                                           |
| 2008      | Star Wars: The Clone Wars         | C-3PO                                                     |
| 2012      | Ultimate Spider-Man               | J. Jonah Johnson, Stan The Janitor, J.A.R.V.I.S. Dr. Doom |
| 2013      | Tron: Oprøret                     | Tron                                                      |
| 2013      | Marvel's Avengers Assemble        | J.A.R.V.I.S., J. Jonah Jameson, Ulik                      |
| 2013      | Hulk and the Agents of S.M.A.S.H. | J. Jonah Jameson, Stan the Salesman, Golf Park            |
| 2014-2018 | Star Wars Rebels                  | Flere                                                     |
| 2015      | Teletubbies                       | Øvrig medvirkende                                         |
| 2021      | Smølferne                         | Biceps, andre roller                                      |

### Videospil
| År   | Titel                                   | Rolle                          |
| ---- | --------------------------------------- | ------------------------------ |
| 1997 | LEGO øen                                | Mike Motor, andre roller       |
| 2001 | Jak and Daxter: The Precursor Legacy    | Daxter                         |
| 2005 | Sly 3: Honor Among Thieves              | Don Octavio, Panda King, Dr. M |
| 2007 | Buzz! Junior: RoboJam                   | Fortæller                      |
| 2008 | The Legend of Spyro: Dawn of the Dragon | Hunter                         |